# Pavillon Vendôme (Aix-en-Provence)

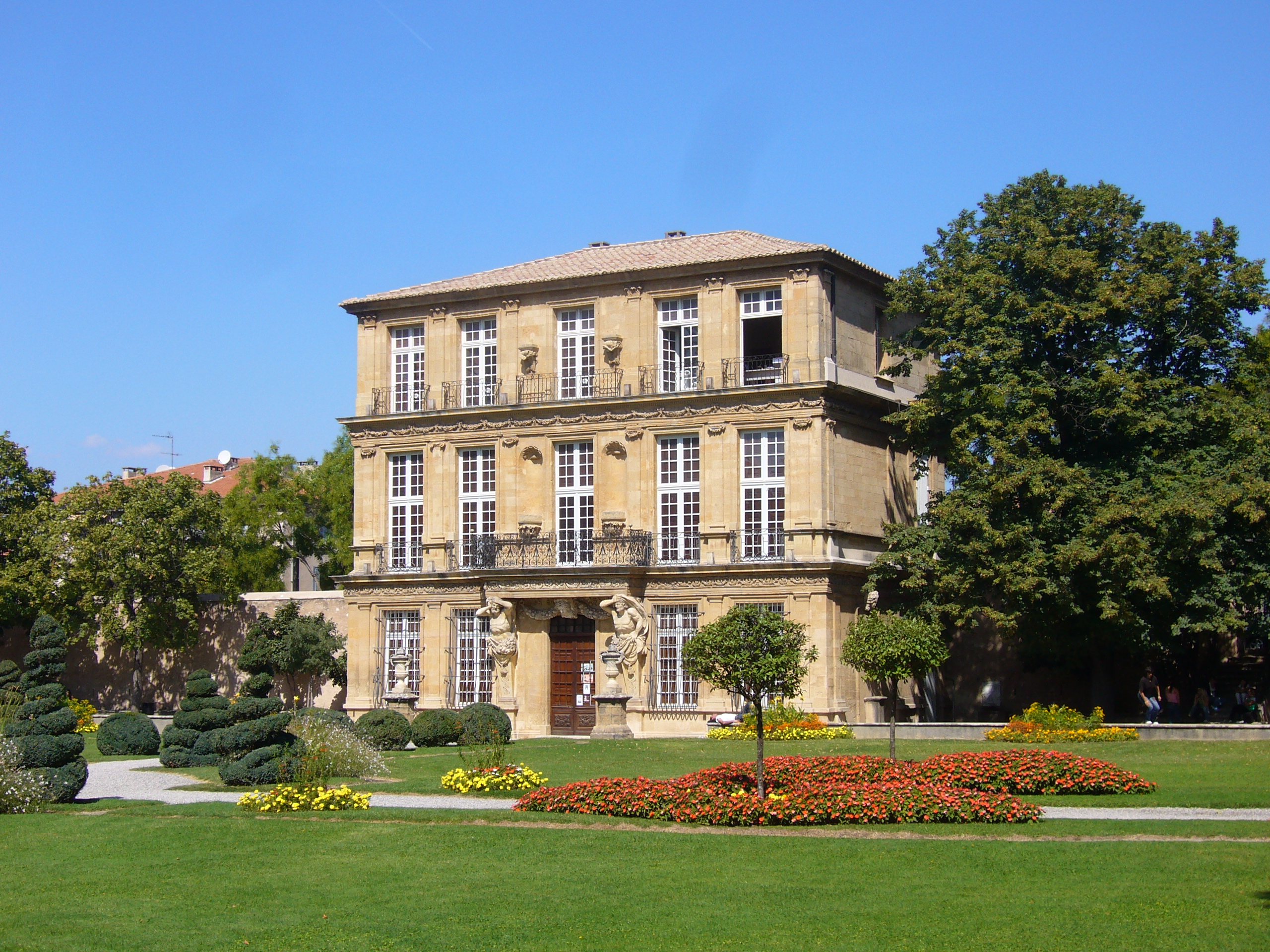
Gartenfassade des Pavillons Vendôme

Der Pavillon Vendôme (französisch Pavillon de Vendôme), auch Pavillon La Molle genannt, ist das bedeutendste der zahlreichen barocken Adelspalais in der französischen Stadt Aix-en-Provence. Es wurde ab 1664 im Auftrag Louis’ de Vendômes errichtet und vom nachfolgenden Eigentümer noch einmal umgestaltet und erweitert. Im 19. Jahrhundert durch einen Nonnenorden genutzt, war es ab 1906 im Besitz des Schweizer Kunstsammlers Henri Dobler, von dem es nach seinem Tod an die Stadt Aix-en-Provence kam. Heute beherbergt das Gebäude ein kleines Museum, in dem provenzalische Möbel und Porträtgemälde aus dem 17. und 18. Jahrhundert zu sehen sind.
Der Pavillon Vendôme ist seit dem 27. März 1914 vom französischen Kultusministerium als Monument historique eingestuft. Der dazugehörige Garten wurde 1953 in die französische Denkmalliste eingetragen.

## Geschichte
Im 17. Jahrhundert verliebte sich der Herzog Louis de Vendôme in Lucrèce de Forbin-Solliès, die jedoch unter seinem Stand war. König Ludwig XIV. hielt diese Verbindung für unpassend und versuchte, eine mögliche Heirat zu verhindern, indem er den Herzog durch Papst Alexander VII. zum Kardinal ernennen ließ. Dies tat der Zuneigung zwischen Louis und Lucrèce aber keinen Abbruch, und der Herzog gab daraufhin das Schlösschen Vendôme in Auftrag, dessen Räume er so gestalten ließ, dass seine Geliebte Lucrèce ihn unerkannt auf der Beletage aufsuchen konnte. Die Pläne dazu lieferte der aus Paris stammende Architekt Antoine Matisse, genannt La Rivière. Um die Versorgung des Paares durch die Dienstboten unauffällig zu gewährleisten, ließ Louis Tapetentüren und versteckte Ganglabyrinthe einbauen.
Schon zwei Jahre nach Fertigstellung des Baus verstarben aber der Herzog und seine Geliebte. Zu jener Zeit war die Innendekoration noch unvollendet. Louis’ noch minderjähriger Sohn Louis II. Joseph erbte das Gebäude, und dessen Vormund verkaufte es an den Avocat général Jean-Baptiste Gautier, seigneur de la Molle. Er schloss die Dekorationsarbeiten ab und ließ ab 1682 das Portal und den Eingangsbereich grundlegend verändern. Aus der offenen Kutschenhalle wurde ein geschlossenes Vestibül mit Ehrentreppe. 1730 erwarb der aus Aix-en-Provence stammende Maler Jean-Baptiste van Loo das Schlösschen und ließ dem Palais ein zweites Obergeschoss aufsetzen. Anschließend richtete er im Gebäude seine Werkstatt ein. Er starb dort im Dezember 1745.
In der zweiten Hälfte des 18. Jahrhunderts war das Anwesen Eigentum von Barthélemy-Louis Reboul, der bei Ausbruch der Französischen Revolution emigrierte. Sein Besitz wurde daraufhin konfisziert und verkauft. Während der Restauration erwarb Jean-Joseph-Pierre Guigou, der Bischof von Angoulême, das Schlösschen und stellte es den Schwestern vom Heiligen Herzen Jesu zur Verfügung, die dort ab 1832 eine Mädchenschule unterhielten und den Park zu einem Nutzgarten umgestalteten. 1906 erwarb der Schweizer Henri Dobler das Palais und ließ es behutsam restaurieren. Auch ließ er den Garten nach überlieferten Plänen von Louis Cundier aus dem Jahr 1688 wiederherstellen und machte ihn 1936 der Öffentlichkeit zugänglich. Die im Laufe der Jahre verloren gegangene Inneneinrichtung ersetzte der Kunstliebhaber durch eine Sammlung wertvoller alter Möbel und Kunstgegenstände, die er während seines Lebens zusammentrug. Dobler vermachte das Gebäude samt Inneneinrichtung der Stadt Aix-en-Provence, mit der Auflage, es als Museum für Besucher zu öffnen. Der Museumsbetrieb wird bis heute fortgeführt. Zudem wird der Pavillon Vendôme häufig für offizielle Empfänge der Stadt und seit 1990 auch für Kunstausstellungen genutzt.

## Beschreibung

### Gebäude

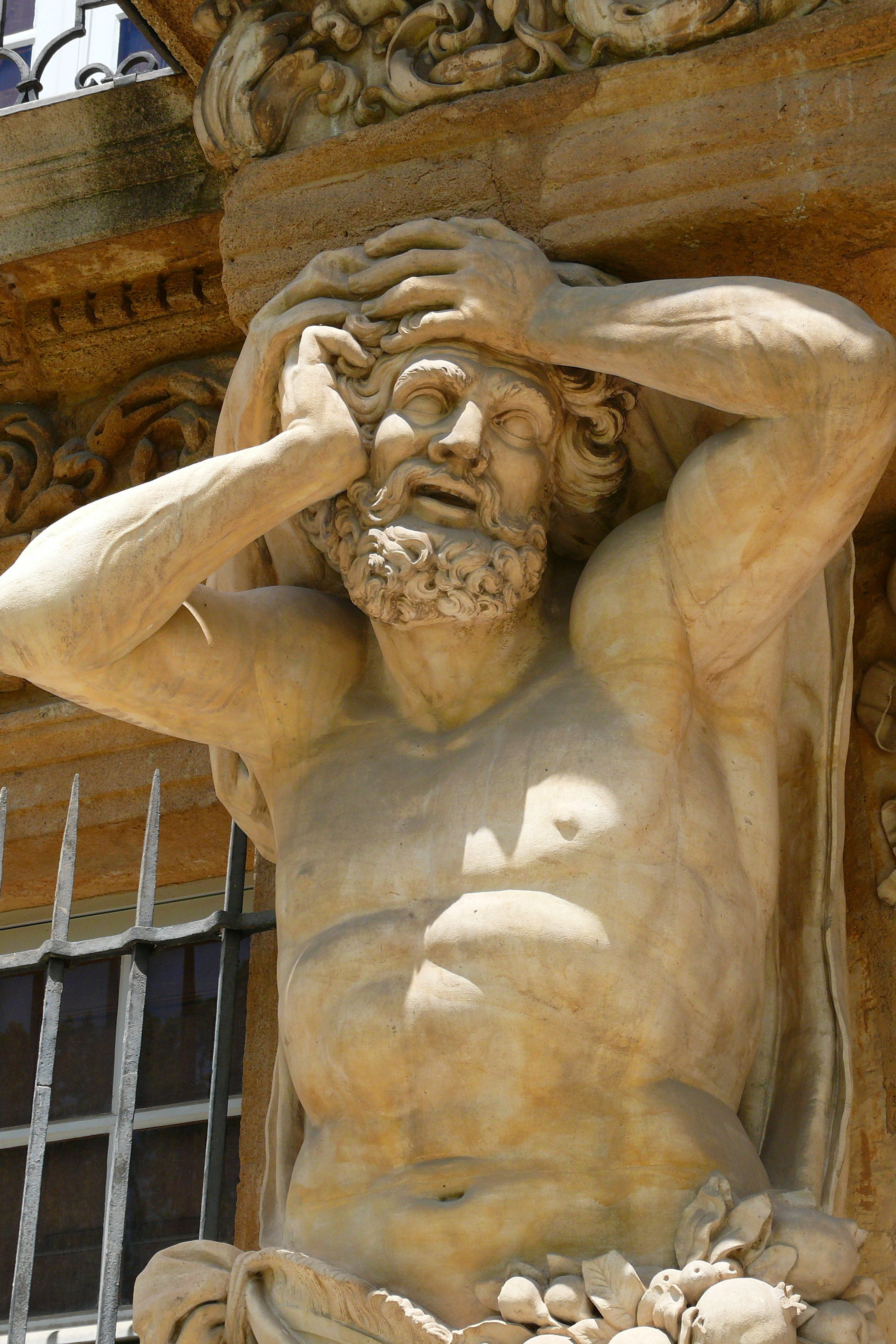
Einer der beiden Atlanten im Detail

Bei dem Palais handelt es sich um ein barockes Lustschlösschen, das von 1664 bis 1667 seinerzeit vor den Toren der Stadt erbaut wurde. Das dreigeschossige Gebäude ist mit einem flachen Walmdach gedeckt. Seine Etagen sind durch umlaufende Gesimse voneinander getrennt. Ursprünglich besaß es nur zwei Stockwerke, die von einem schiefergedeckten Mansarddach abgeschlossen wurden. Diese Dachform war zur Bauzeit derart ungewöhnlich, dass zur Errichtung keine einheimischen Handwerker engagiert werden konnten, sondern der Bauherr dafür eigens Schieferdecker aus Orléans kommen lassen musste. Eine weitere Besonderheit war die offene Eingangshalle für die Einfahrt von Kutschen. Sie wurde in den 1680er Jahren zu einem geschlossenen Vestibül umgestaltet. Neben dem heutigen Portal sind jedoch noch die Umrisse der ursprünglichen, breiten Wagendurchfahrt zu erkennen. Im Inneren wurde dabei die einfache Treppe durch eine doppelläufige Ehrentreppe mit kunstvoll geschmiedetem Eisengitter als Handlauf und Brüstung ersetzt. Das Treppenhaus erhielt zudem ein üppiges Dekor aus Stuck und Gips.
Die Gartenfassade des Hauses ist an die italienische Renaissance angelehnt und zeigt die drei klassischen Säulenordnungen dorisch, ionisch und korinthisch. Jean-Claude Rambot schmückte die Fassade mit zwei großen Atlanten, die im Mittelrisalit den Balkon tragen. Seitlich der Balkontür sind im ersten Obergeschoss zwei von ionischen Pilastern flankierte Nischen eingelassen, in denen früher Götterstatuen standen. Diese wurden später durch zwei große Steinvasen ersetzt. Das Eingangsportal ist unter dem Balkon mit üppigen Fruchtgirlanden geschmückt.
Die Innenräume sind in den Stilen Louis-treize und Louis-quatorze möbliert. An den Wänden finden sich unter anderem Werke des Malers Jean-Baptiste van Loo.

### Garten
Das Palais ist von einem 9000 Quadratmeter großen, symmetrisch gestalteten französischen Garten umgeben, der öffentlich zugänglich ist. Das Areal besaß früher vier Eckpavillons, von denen heute nur noch die beiden nördlichen existieren. In einem davon wurde während des 18. Jahrhunderts eine Kapelle eingerichtet.
Der Garten wird von zwei geometrisch angelegten geradlinigen Wegen durchkreuzt, deren Schnittpunkt das Zentrum des Gartens markiert. Es ist durch ein rundes Wasserbecken mit Fontäne besonders betont. Durch die Wege ist das Terrain in vier von Rasen bedeckte Flächen mit schmalen Blumenbeeten an den Rändern unterteilt. Der auf das Portal zuführende Weg in der Mittelachse des Gebäudes ist von künstlich gestutzten Buchsbäumen, sogenannten Topiaris, gesäumt. An der Südseite des Gartens liegt vor der ehemaligen Orangerie ein Rosarium. An der östlichen Seite befindet sich – durch eine Platanenallee vom übrigen Garten getrennt – eine weitere Rasenfläche, der sich ein von Kletterrosen bewachsener Laubengang anschließt. Der Palaisgarten wurde erst 1974 um diesen Bereich erweitert.